# Pièce de 2 francs Georges Guynemer
Pour les articles homonymes, voir 2 francs.
La deux francs Georges Guynemer est une pièce de monnaie commémorative de deux francs français émise en 1997 en hommage à Georges Guynemer, célèbre aviateur de la Première Guerre mondiale, à l'occasion des 80 ans de sa remise de la croix d'officier de la Légion d'honneur ainsi que de sa disparition, abattu en vol par un avion allemand.
Dérivée du type courant deux francs Semeuse en nickel, cette monnaie utilise les mêmes flans en nickel pur avec une pureté minimale de 980 millièmes et présente les mêmes caractéristiques physiques avec un diamètre de 26,5 mm et une épaisseur de 1,5 mm pour une masse de 7,5 grammes avec une tolérance de +/- 30 millièmes.

## Georges Guynemer

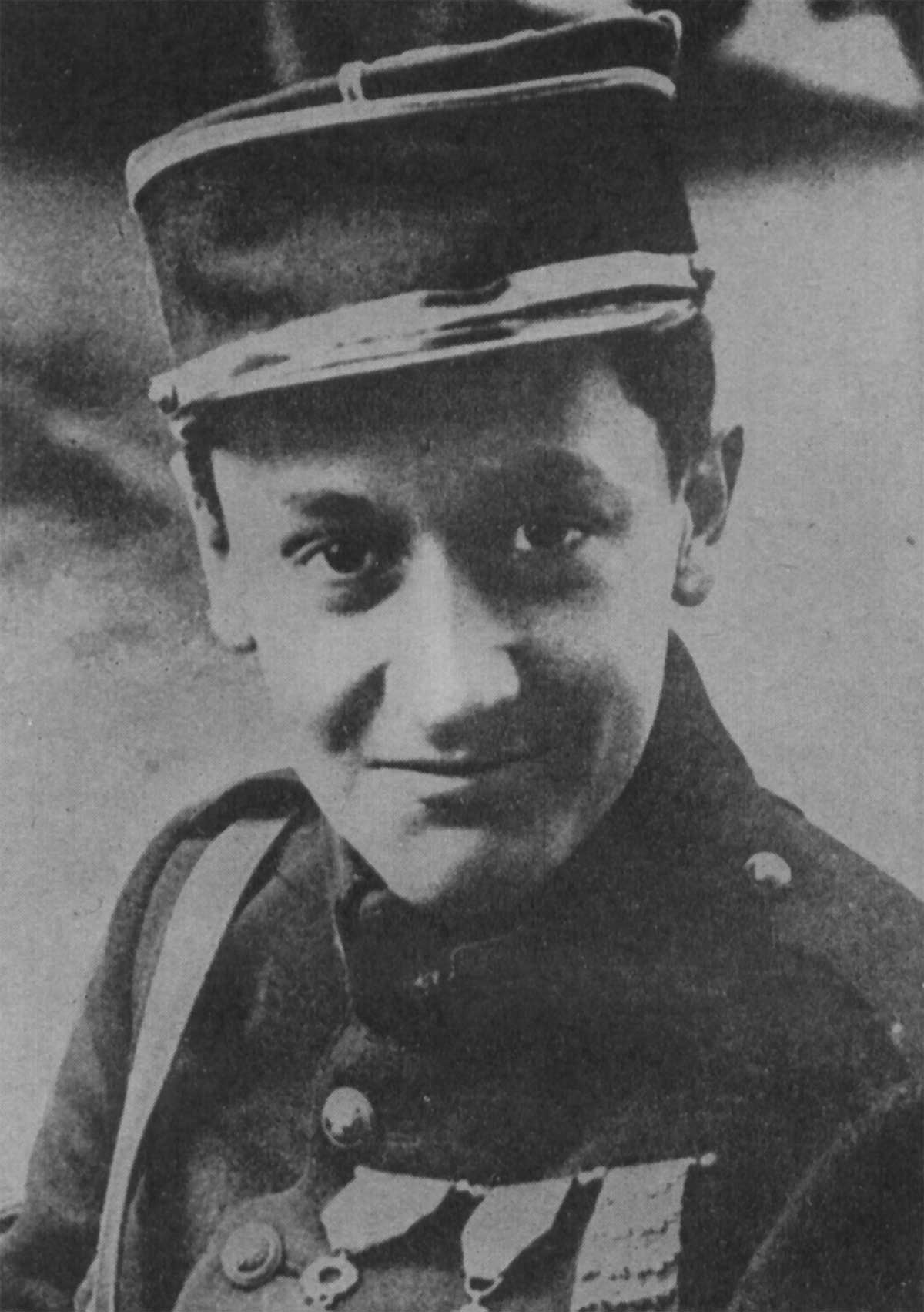
Portrait de Georges Guynemer en uniforme.

Georges Guynemer est l'un des aviateurs français les plus renommés de la Première Guerre mondiale, bien qu'il ne soit pas l'« As des as ».
Capitaine dans l'aviation française, il remporta 53 victoires homologuées, plus une trentaine de victoires probables en combat aérien. Affecté durant toute sa carrière à l'Escadrille des Cigognes, l'unité de chasse la plus victorieuse des ailes françaises en 1914-1918, il connut également des défaites puisqu'il a été abattu sept fois. Le 11 septembre 1917, il décolle pour la dernière fois à bord de son avion « Le Vieux Charles » de Saint-Pol-sur-Mer et se fait abattre au-dessus de la commune de Poelkapelle en Belgique.
Sa disparition est vécue comme un traumatisme, le corps n'ayant jamais été retrouvé, la population française a refusé de croire qu'il était mort pendant plusieurs mois.

## Faces

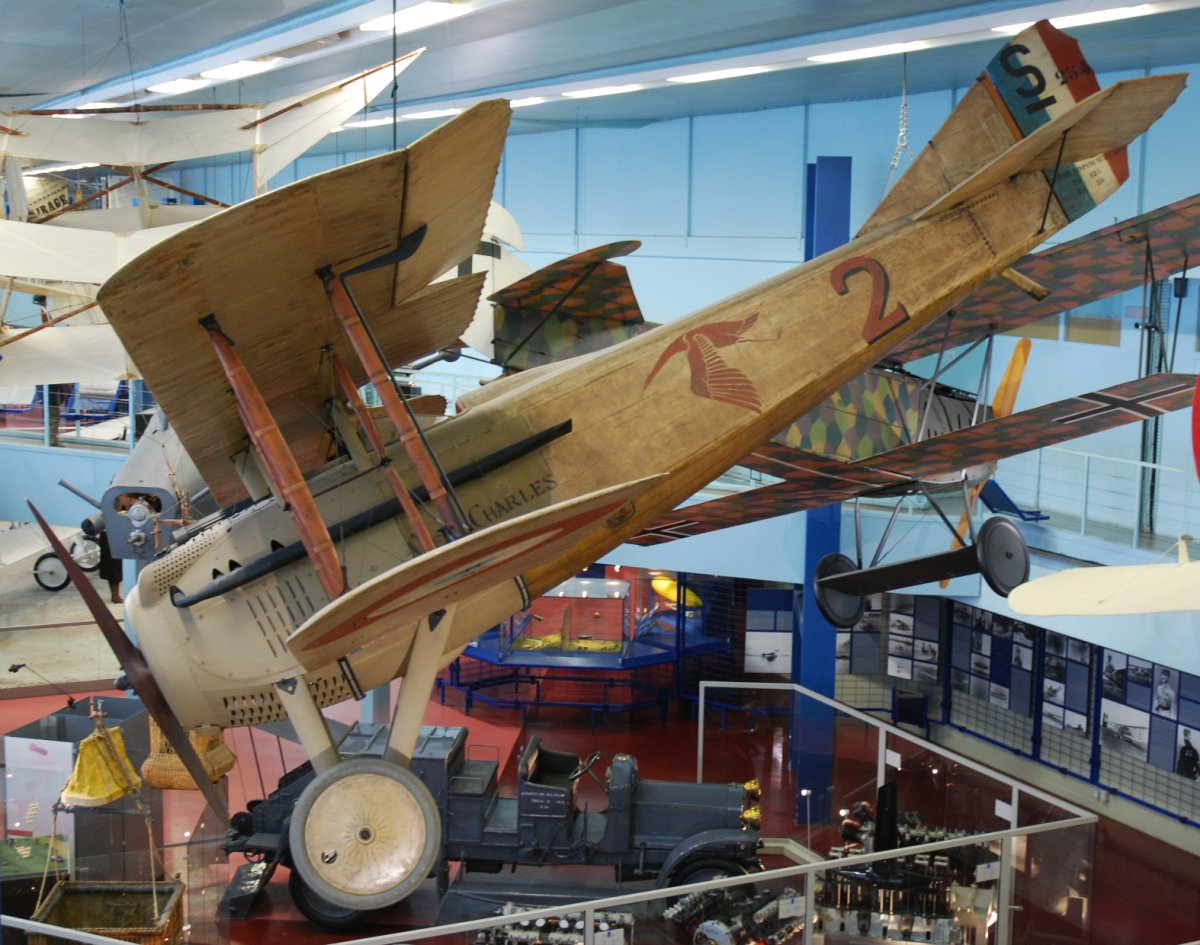
Le SPAD S.VII de Guynemer exposé au Musée de l'air et de l'espace du Bourget avec l'emblème de la cigogne sur le fuselage.

Elles sont dessinées par les graveurs de l'atelier des Monnaies et Médailles sous la direction du graveur général des monnaies, Pierre Rodier. L'avers représente un portrait de Georges Guynemer en tenue de vol et lunettes d'aviateur relevées sur le front et le revers une cigogne en vol vue de profil gauche, identique dans son dessin à l'emblème peint sur les avions de l'escadrille des Cigognes qu'il commandait,.

L'abeille, différent de Rodier présent sur le revers[4].
La corne d'abondance, différent de la monnaie de Paris, également présent sur le revers[4].

## Frappes

### Frappes communes ennickel
| Millésime    | Tirage    | N°Catalogue |
| ------------ | --------- | ----------- |
| 1997 (essai) | 1 850     | F.275/1     |
| 1997         | 1 997 500 | F.275/2     |

### Frappes en métaux précieux pour collectionneurs
En plus des pièces courantes de deux francs mises en circulation, deux autres types de pièces ont été frappées avec le même millésime dans des métaux précieux en qualité Épreuve, destinés aux collectionneurs et avec des valeurs faciales différentes. Ces émissions avaient aussi cours légal mais n'ont pas circulé dans le commerce.
Reprenant le même dessin que la pièce courante de deux francs, elles diffèrent de celle-ci par une tranche lisse, leur diamètre, masse, composition, valeur faciale ainsi qu'au niveau des tolérances autorisées, plus restrictives.
| Désignation de la frappe | Diamètre | Composition                      | Composition              | Masse   | Masse                    | Tirage prévu |
| Désignation de la frappe | Diamètre | Titre                            | Tolérance (en millièmes) | Masse   | Tolérance (en millièmes) | Tirage prévu |
| ------------------------ | -------- | -------------------------------- | ------------------------ | ------- | ------------------------ | ------------ |
| 100 francs,              | 37 mm    | argent : 900 cuivre : 100        | +/- 5                    | 22,20 g | +/- 6                    | 3 000        |
| 500 francs               | 31 mm    | or : 920 argent : 40 cuivre : 40 | +/- 3                    | 17,00 g | +/- 3                    | 300          |